# Isaac Frenkel Frenel
Isaac Frenkel Frenel (hebreiska: יצחק פרנקל), även känd som Yitzhak Frenkel eller Alexandre Frenel, född 1899 i Odessa i Kejsardömet Ryssland, död 1981 i Tel Aviv i Israel, var en israelisk målare, skulptör och lärare. Han var en av de ledande judiska konstnärerna i l'École de Paris och dess chefsutövare i Israel, och fick internationellt erkännande under sin livstid.
Frenkel betraktas som den moderna israeliska konstens fader. Han anses ha överfört influenser från l'École de Paris till Israel, som fram till dess dominerades av orientalism.
Under sitt liv var han bosatt och arbetade i Portugal, Sydafrika, Frankrike, Odessa och Israel (framförallt i Tel Aviv och Safed).
Han avled i Tel Aviv 1981 och är begravd i Safed.

## Tidigt liv
Yitzhak Frenkel föddes i en judisk familj i Odessa. Han var barnbarnsbarn till rabbinen Levi Yitzchok från Berditchev. I sin ungdom studerade han i en ortodox judisk skola där han träffade Chaim Glicksberg. Som barn bodde han alldeles intill Bialiks och Rawnitzkis förlag Moriah. 1917 studerade han under Aleksandra Ekster, en inflytelserik konstruktivist, kubistisk och futuristisk lärare och målare vid konsthögskolan i Odessa, en av de ledande konstskolorna i Tsarryssland. Hans första år i Odessa präglades av svält, pogromer, krig och fraktionsstrider i det ryska imperiet, vilket fick honom att utforska utopiska teman, klassikerna och fördjupa sina studier i Bibeln, Talmud och Gemara. Dessa teman införlivades i hans framtida konst.
Frenkel influerades även av målningarna av abstrakta musikalister som visades i Odessa 1917. Den färgstarka konsten med symfonier av blått tillsammans med den musikaliska karaktären präglade tydligt Frenkels senare verk. Dessa influenser avspeglas i målarens vandrande blåa penseldrag i hans strävan att uttrycka sina djupa känslor i mötet med den mystiska staden Safed.
Avantgardekonsten i Odessa och den ryska konsten i allmänhet skulle också forma Frenkels tänkande samt hans tidiga kubistiska och abstrakta konst.
Frenkel emigrerade till Jaffa i Palestina 1919 med den första vågen av bosättare från den tredje invandringen av judar, ombord på SS Ruslan.